# Йордизит
Йордизит (англ. Jordisite) — минерал, сульфид молибдена, относится к классу сульфидов и сульфосолей. Назван в честь химика Эдуарда Йордиса.

## Свойства
Йордизит — аморфный минерал с землистым матовым блеском. Имеет твердость по шкале Мооса 1-2. Встречается в виде прожилок и плёнок низкотемпературного гидротермального происхождения. Йордизит открыт в 1909 в Германии.

## Название на других языках
- нем. Jordisit;
- исп. Jordisita;
- англ. Jordisite.